# Limnephilidae
De Limnephilidae zijn een familie van schietmotten. De familie telt circa honderd geslachten.

## Kenmerken
Deze insecten zijn rood, geel of bruin met een donkere vleugeltekening. De lichaamslengte bedraagt maximaal 2,4 cm.

## Leefwijze
De imagines voeden zich met vloeistoffen, terwijl de larven leven van organische detritus en algen. Ze maken kokertjes van zand, steentjes, stukjes plant of slakkenhuisjes.

## Verspreiding en leefgebied
Deze familie komt vooral voor op het noordelijk halfrond bij meren, sloten en tijdelijke poeltjes.

## Onderfamilies
- Limnephilinae
- Dicosmoecinae
- Drusinae
- Pseudostenophylacinae

## In Nederland waargenomen soorten
- Genus: Anabolia
  - Anabolia brevipennis
  - Anabolia nervosa
- Genus: Annitella
  - Annitella obscurata
- Genus: Chaetopteryx
  - Chaetopteryx major
  - Chaetopteryx villosa
- Genus: Drusus
  - Drusus annulatus
  - Drusus trifidus
- Genus: Ecclisopteryx
  - Ecclisopteryx dalecarlica
- Genus: Enoicyla
  - Enoicyla pusilla - (Landkokerjuffer)
- Genus: Glyphotaelius
  - Glyphotaelius pellucidus
- Genus: Grammotaulius
  - Grammotaulius nigropunctatus
  - Grammotaulius nitidus
  - Grammotaulius submaculatus
- Genus: Halesus
  - Halesus digitatus
  - Halesus radiatus
  - Halesus tesselatus
- Genus: Hydatophylax
  - Hydatophylax infumatus
- Genus: Ironoquia
  - Ironoquia dubia
- Genus: Limnephilus
  - Limnephilus affinis
  - Limnephilus auricula
  - Limnephilus binotatus
  - Limnephilus bipunctatus
  - Limnephilus centralis
  - Limnephilus decipiens
  - Limnephilus elegans
  - Limnephilus extricatus
  - Limnephilus flavicornis
  - Limnephilus fuscicornis
  - Limnephilus griseus
  - Limnephilus hirsutus
  - Limnephilus ignavus
  - Limnephilus incisus
  - Limnephilus lunatus
  - Limnephilus luridus
  - Limnephilus marmoratus
  - Limnephilus nigriceps
  - Limnephilus politus
  - Limnephilus rhombicus
  - Limnephilus sparsus
  - Limnephilus stigma
  - Limnephilus subcentralis
  - Limnephilus vittatus
- Genus: Melampophylax
  - Melampophylax mucoreus
- Genus: Micropterna
  - Micropterna lateralis
  - Micropterna sequax
- Genus: Parachiona
  - Parachiona picicornis
- Genus: Potamophylax
  - Potamophylax cingulatus
  - Potamophylax latipennis
  - Potamophylax luctuosus
  - Potamophylax nigricornis
  - Potamophylax rotundipennis
- Genus: Rhadicoleptus
  - Rhadicoleptus alpestris
- Genus: Stenophylax
  - Stenophylax mitis
  - Stenophylax permistus